# Loggia-barlang
A Loggia-barlang az egyik olyan andezitbarlang, amely a Duna–Ipoly Nemzeti Parkban lévő Visegrádi-hegységben, Esztergom területén található.

## Leírás
Esztergom határában, a 297 méter magas Látó-hegy, más néven Hosszú-hegy nyugati oldalán található. A Barát-kúti erdészháztól indulva, a sárga sáv turistajelzésen mintegy 800 métert kell haladnunk. A jelzett útról egy meredeken induló erdészeti út ágazik le a Látó-hegy csúcsa felé. A csúcs közelében, ahol az út lankásabbá válik, az útról jobbra letérve mintegy 30 méterrel, csaknem 20 méteres sziklafal tetejéhez érünk. Ennek a sziklafalnak a középső részén található a hat méter hosszú Loggia-barlang látványos sziklaeresze. Hasonló a szintén sziklaeresz, de kisebb méretű Kis Loggia-barlanghoz.
A 13 méter széles, öt méter magas bejáratú barlang miocén andezitben alakult ki. Mivel egy régi felhagyott kőbányában található, valószínűleg a jelenlegi méretét mesterséges tágítással érte el. Ezt bizonyítják a belsőbb részeken is látható fúrt lyukak. A barlang végében található két tektonikus eredetű hasadék viszont a barlang természetes kialakulását is alátámasztja. A Troglonauta Barlangkutató Egyesület 1996. évi csoportjelentése szerint omlással, kimállással keletkezett, üregszerű alakzat. Az egyik hasadékban helyszíneléskor egy bagoly tanyázott, az ürülékből ítélve gyakran látogathatja a helyet. A barlang megtekintéséhez nem kell lámpa.
1948-ben volt először Loggia-barlangnak nevezve a barlang az irodalmában. Ezt a nevet Szegő István adta az üregnek azért, mert a barlangszerű hasadék hatalmas fala úgy ugrik ki a mély falnyílás fölé mint egy zárt erkény (loggia).

## Kutatástörténet
Az 1948-ban napvilágot látott, Szegő István által írt útikönyvben szó van arról, hogy a Hosszú-hegy ÉNy-i, Kerek-berekre tekintő oldalában van egy csodálatosan szép, barlangszerű hasadék, amely az eddig ismert leírásokban nincs említve és térképen nincs jelölve. A barlangszerű hasadék hatalmas fala úgy ugrik ki a mély falnyílás fölé mint egy zárt erkény (loggia). Emiatt az erkélyes kihajlás miatt nevezte el Szegő István a helyet Loggia-barlangnak. Az 1955-ben kiadott, Pilis útikalauz című könyvben az olvasható, hogy a Hosszú-hegy ÉNy-i oldalában, amely a Kerek-berekre néz, van egy nagyon szép, barlangszerű hasadék, amelynek hatalmas fala, mint valami zárt erkély (loggia) ugrik ki a hasadék fölé. Az erkélyszerű kiugrás miatt nevezik Loggia barlangnak. A könyv egyik térképén látható a barlang földrajzi elhelyezkedése.
1971-ben Zolnay László és Lettrich Edit írtak a Hosszú-hegy ÉNy-i oldalában található Loggia-barlangról. Szerintük a barlanghoz hasonló szakadék azért kapta a Loggia-barlang nevet, mert fala erkélyszerűen előreugrik. Az 1976-ban befejezett Magyarország barlangleltára című kéziratban az olvasható, hogy a Pilis hegységben, a Pilis-vonulatban, Esztergomban helyezkedik el a Loggia-barlang. A Bazilikától DK-re 4,9 km-re, a Hosszú-hegy ÉNy-i, Kerek-berekre néző oldalában van a bejárata. Barlangszerű hasadék, amely mint zárt erkély (loggia) ugrik ki a hasadék fölé. A kézirat barlangra vonatkozó része 2 irodalmi mű alapján lett írva.
Az 1984-ben megjelent Magyarország barlangjai című könyv országos barlanglistájában szerepel a barlang Loggia-barlang néven a Pilis hegység barlangjai között. A listához kapcsolódóan látható a Dunazug-hegység barlangjainak földrajzi elhelyezkedését bemutató 1:500 000-es méretarányú térképen a barlang földrajzi elhelyezkedése. 1993-ban a Troglonauta Barlangkutató Csoport írta le az általuk nem látott üreget három irodalmi hivatkozás alapján. A leírás szerint a Hosszú-hegy (Látó-hegy, Csurgó-berek) Kerek-berek felőli oldalán van és vulkáni kőzetben alakult ki.

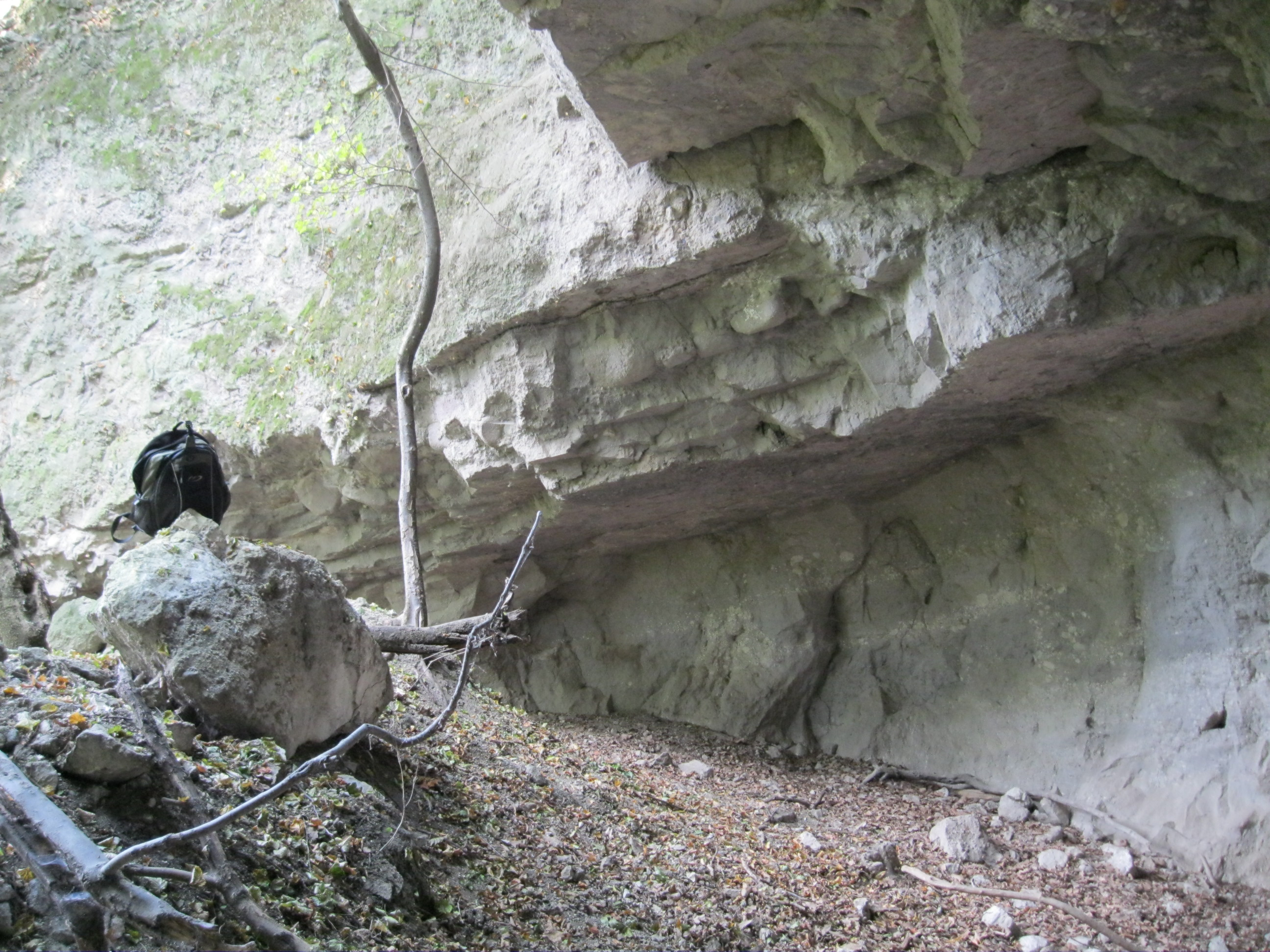
A Loggia-barlang

Az Eszterhás István által írt Magyarország nemkarsztos barlangjainak lajstroma című, 1993-ban készült kéziratban meg van említve, hogy a Visegrádi-hegységben, a 4900-as barlangkataszteri területen, Esztergomban helyezkedik el a Loggia-barlang. Az andezitagglomerátumban kialakult barlang ismeretlen méretű. A barlang a Visegrádi-hegység nem karsztkőzetben keletkezett 33 barlangja közül az egyik. Esztergom egyetlen olyan barlangja, amely nem karsztkőzetben alakult ki. Az összeállításban fel van sorolva az a Magyarországon, nem karsztkőzetben kialakult, létrehozott 520 objektum (478 barlang és 42 mesterséges üreg), amelyek 1993 végéig ismertté váltak. Magyarországon 53 barlang, illetve mesterségesen létrehozott, barlangnak nevezett üreg alakult ki, lett kialakítva andezitagglomerátumban.
1996-ban Ézsiás György és Petrik Mónika találta meg, azonosította be és készítette el fénykép-dokumentációját. A kutatás eredményéről a Troglonauta Barlangkutató Egyesület 1996-os kutatási jelentése számolt be. A fényképekkel illusztrált leírás szerint, amelyhez mellékelve van a barlang helyét feltüntető térkép, vulkáni tufitban jött létre mállás és omlás következtében, a Látó-hegy meredek, északi oldalán, a csúcstól északra és körülbelül 100 méterre található.
A 2001. november 12-én készült Magyarország nemkarsztos barlangjainak irodalomjegyzéke című kézirat barlangnévmutatójában szerepel a Loggia-barlang. A barlangnévmutatóban fel van sorolva 3 irodalmi mű, amelyek foglalkoznak a barlanggal. 2006-ban térképezte fel és írta le részletesen Kovács Richárd a barlangot. A 2014. évi Karsztfejlődésben megjelent tanulmányban az olvasható, hogy a széles bejáratú fülkékben, például a Loggia-barlangban vastag az avar és a száraz ágak alkotta kitöltés. Az Esztergomban található barlang 6×13,5 m alapterületű és 3,9 m magas. A Visegrádi-hegység 101 barlangjának egyike. A publikációhoz mellékelt, a Visegrádi-hegység 10 m-nél hosszabb barlangjainak elhelyezkedését bemutató ábrán látható a barlang földrajzi elhelyezkedése. A helyszínrajzot Eszterhás István szerkesztette.